# No Kum-sok
No Kum-sok (později Kenneth Rowe; 10. ledna 1932 – 26. prosince 2022) byl poručík Severokorejského letectva, který během Korejské války přeběhl do Jižní Koreje. S MiGem-15 přistál 21. září 1953 na letecké základně Kimpcho v Jižní Koreji a prohlásil, že se chce dostat pryč z "rudého podvodu". Obdržel odměnu 100.000 USD nabízenou v rámci Operace Moolah pro ty, kteří přeběhnou i s letadlem; o odměně prohlásil, že před útěkem o ní neslyšel. Později emigroval do Spojených států, spolu s matkou, která byla evakuována ze Severní Koreje. Po emigraci poangličtil jméno na Kenneth Rowe. Promoval na University of Delaware, oženil se a stal se americkým občanem. Jako letecký inženýr pracoval pro firmy Grumman, Boeing, General Dynamics, General Motors, General Electric, Lockheed, DuPont a Westinghouse.
O útěku a o předchozím životě v Severní Koreji napsal knihu A MiG-15 to Freedom (ISBN 0-7864-0210-5). Po sedmnácti letech opustil v roce 2000 zaměstnání leteckého inženýra a stal se profesorem na Embry-Riddle Aeronautical University.
V únoru 2004, když byl hostem na Eglinově letecké základně na Floridě, dostal nabídku se proletět v MiGu-15UTI z Red Star Aviation Museum. Po letu, prvním, od doby, kdy utekl, řekl: „Je to rychlé, rychlé auto“.

## No Kum-sokův MiG-15
Ukořistěný MiG-15 byl převezen na Okinawu, kde jej testovali kapitán H. E. "Tom" Collins a major Chuck Yeager. Později letadlo odeslali na Wrightových-Pattersonovu leteckou základnu, nyní je k vidění v Národním muzeu Letectva Spojených států amerických.

## Kulturní odkazy
Přeběhnutí No Kum-soka se stalo základem pro jednu z epizod videohry Chuck Yeager's Air Combat.

## Galerie

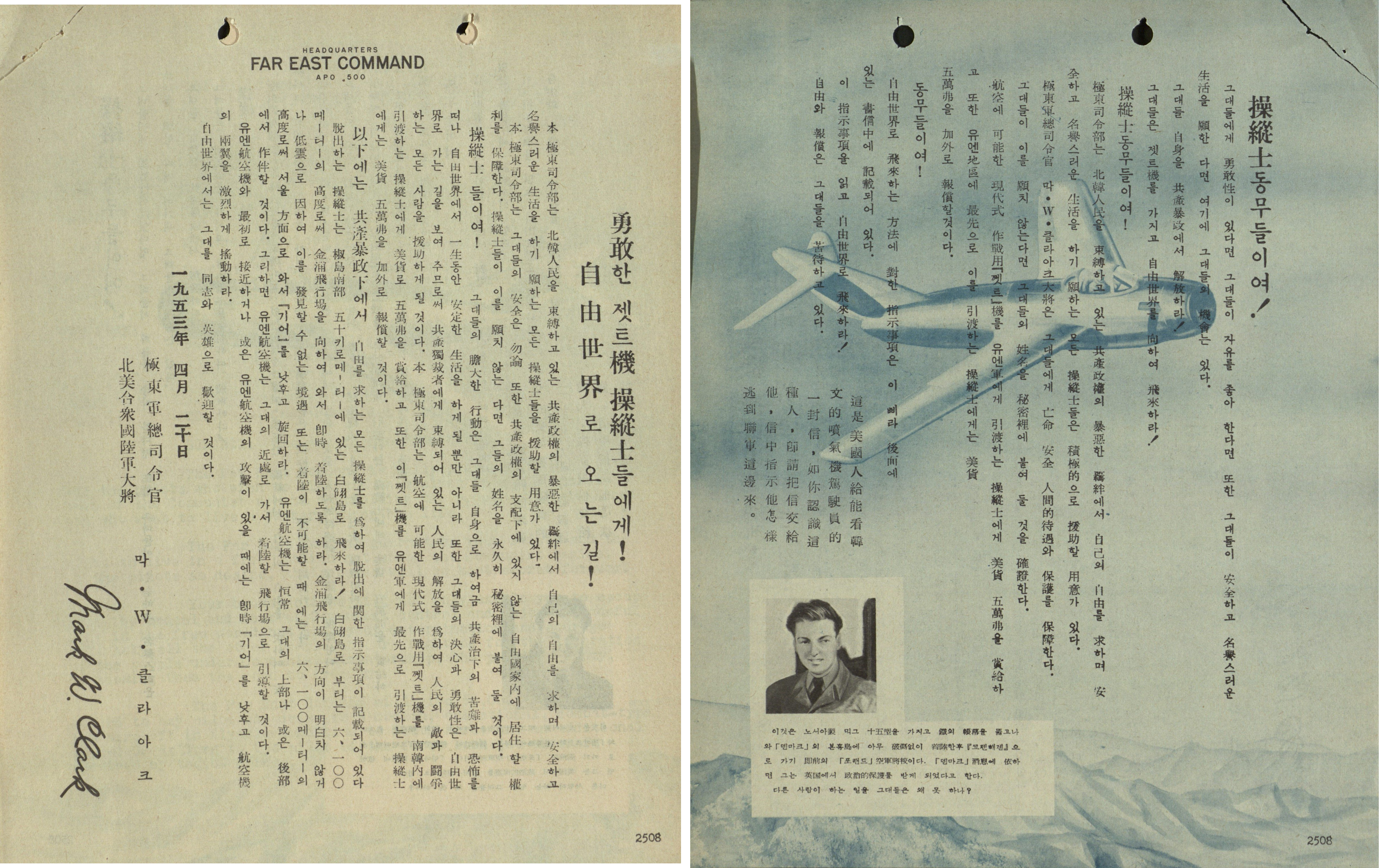
Propagandistický plakát slibující odměnu 100 000 USD prvnímu pilotovi severokorejského letectva, který předá proudový letoun silám OSN
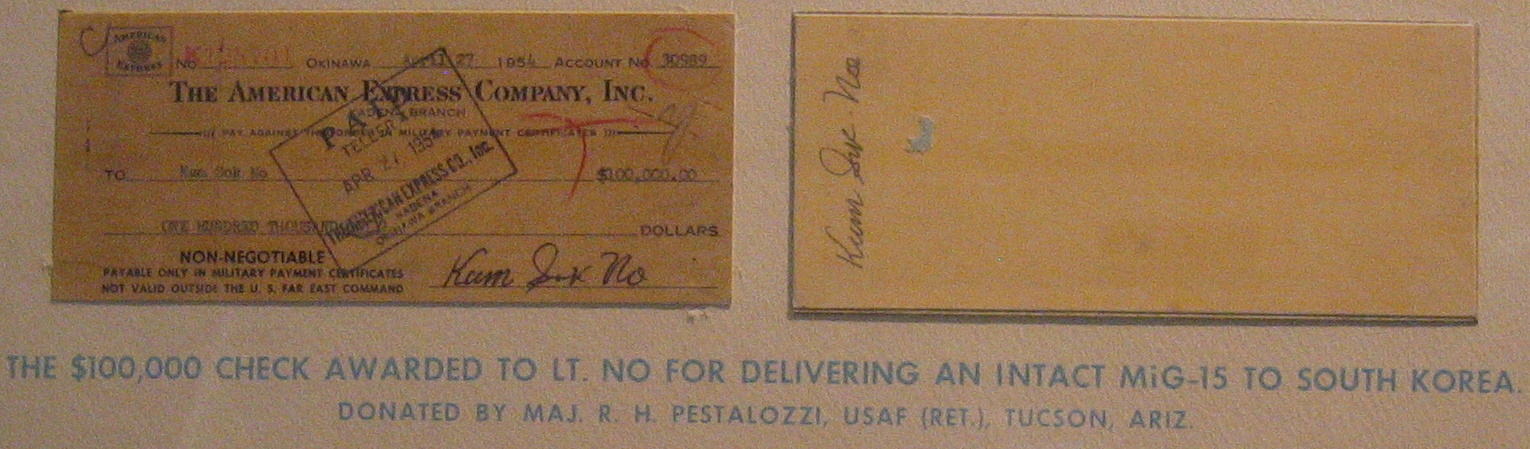
Šek na 100.000 USD (kupní síla v roce 2011 přibližně 820 000 USD) předaný No Kum-Sokovi jako odměna za úlet s MiGem-15 do Jižní Koreje
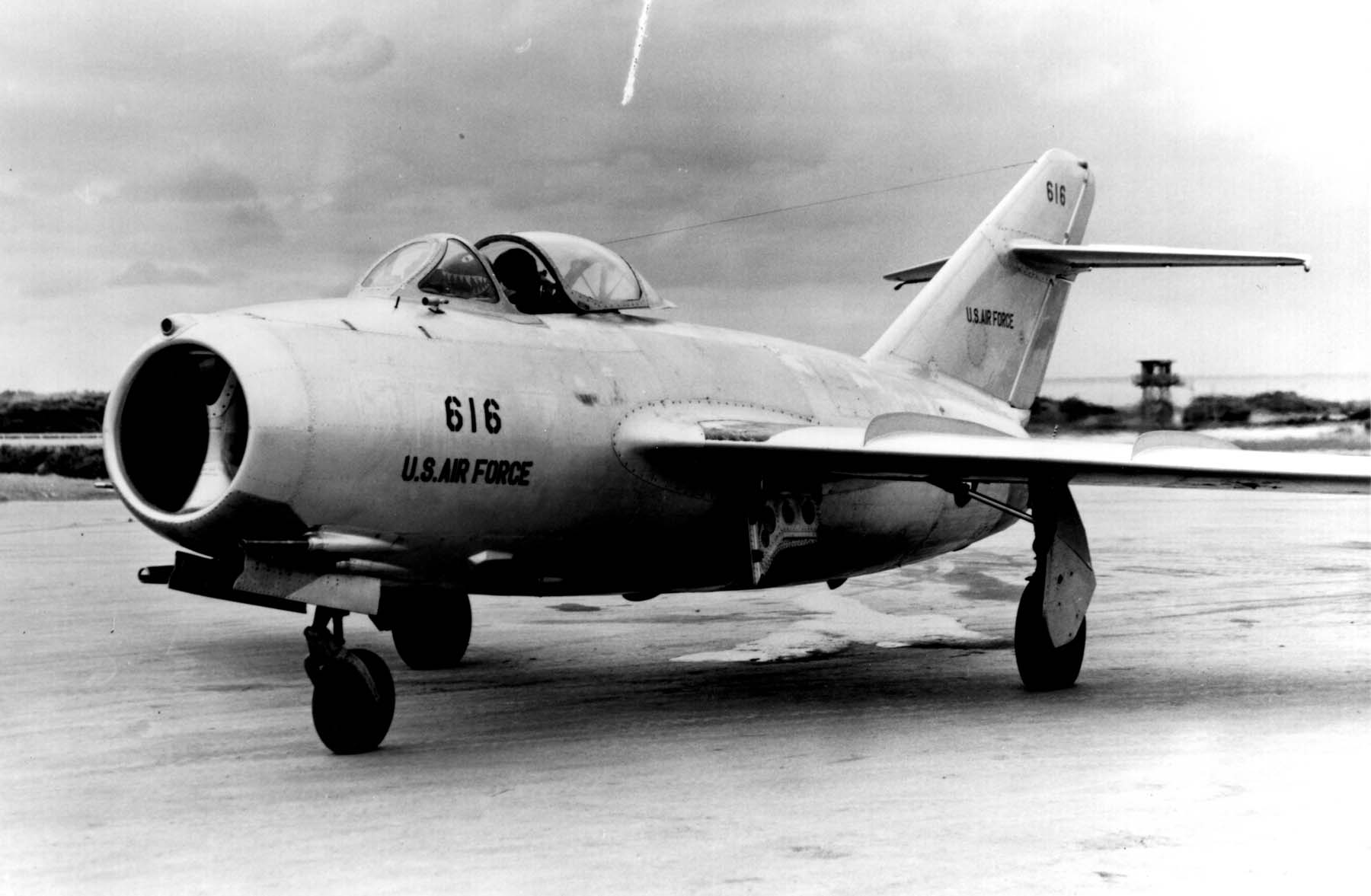
No Kum-sokův MiG-15
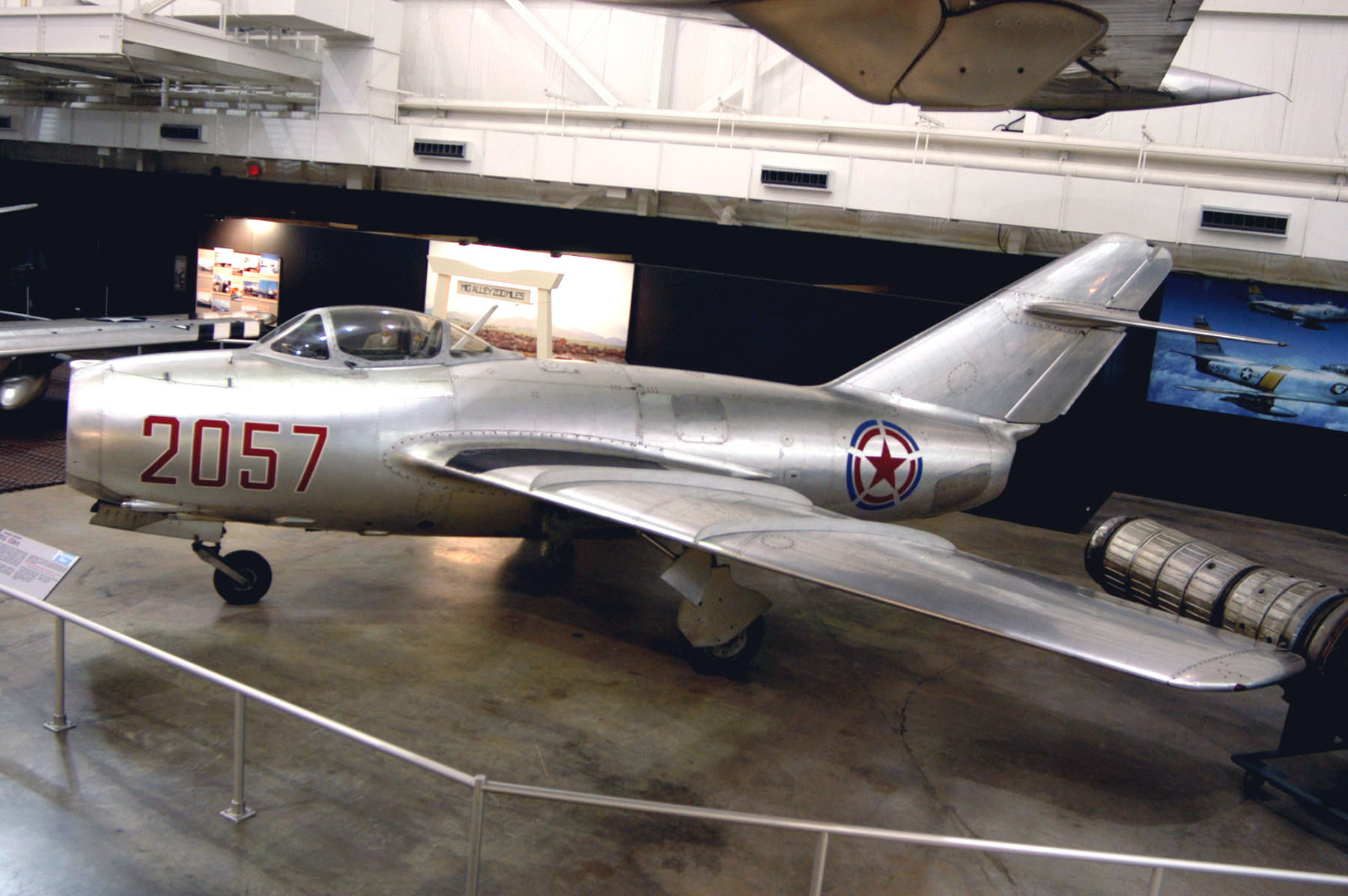
No Kum-sokův MiG-15 vystavený v Národním muzeu Letectva USA
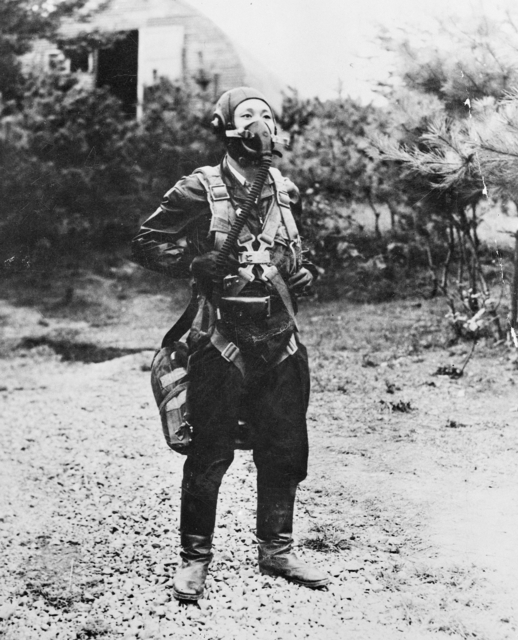
No Kum-Sok v bojové uniformě